# Georg Einbeck
Georg Einbeck, auch Georges Einbeck (* 5. Januar 1871 in Golluschütz; † 21. Januar 1951 in Luzern), war ein deutscher Kaufmann, Maler und Fotograf.

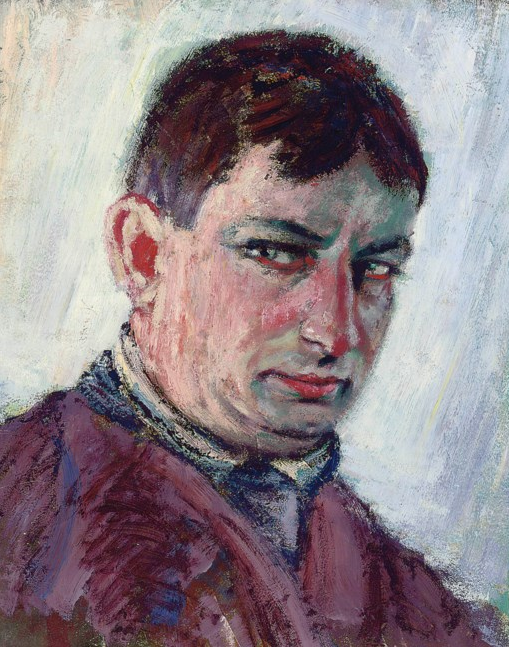
Selbstporträt (1913)

## Leben und Wirken
Einbeck wurde als Sohn eines westpreußischen Gutsbesitzers geboren. Sein Vater Friedrich Wilhelm gehörte zur deutschsprachigen Oberschicht, die seit Generationen die Großgrundbesitzer stellte. 1878 zog die Familie nach Berlin, 1880 nach Dresden. Dort übernahm der Vater die Aufgabe eines Direktors der Nord-Deutschen Hagelversicherung. Georg Einbeck absolvierte in Dresden das Gymnasium und legte dort die Reifeprüfung ab.
Georg Einbeck absolvierte auf Wunsch des Vaters ab 1890 zunächst eine Ausbildung als Bankkaufmann. Ab 1893 folgte der einjährige Militärdienst beim 1. Preußischen Feldartillerie-Regiment in Wandsbek bei Hamburg. Dann arbeitete er auf Vermittlung des Vaters als kaufmännischer Angestellter in einem Unternehmen der Schwerindustrie in Hagen. 1897 versetzte ihn die Firma in ihre Niederlassung in Hamburg. Einbeck beschäftigte sich immer intensiver mit Malerei und geriet in Konflikt zwischen bürgerlicher Existenz und dem Wagnis, als freier Künstler zu arbeiten. Alfred Lichtwark, der Direktor der Hamburger Kunsthalle, beeinflusste ihn maßgeblich. Einbeck gab seinen gut bezahlten Beruf auf und wechselte zunächst an die Kunstakademie in München. Gemeinsam mit Norbert Hochsieder besuchte er die Académie de la Grande Chaumière und die École des Beaux-Arts in Paris. Reisen führten die beiden Künstler nach Italien.
1899 zog Georg Einbeck nach Dresden und nahm mit Gemälden mit landschaftlichen und figürlichen Darstellungen von 1903 bis 1907 an Ausstellungen der Berliner Secession teil, einer Künstlergruppe, die sich vom akademischen Kunstbetrieb abgespaltet hatte. Auch auf Ausstellungen im Berliner Künstlerhaus, auf der Großen Kunstausstellung in Dresden und auf Ausstellungen des Deutschen Künstlerbundes in Weimar war er vertreten. Er zeigte vor allem Pariser Straßenszenen und figürliche Studien mit Titeln wie Aus Portofino oder Frauen am Strand. Ab 1906 unternahm er Reisen nach Nordafrika und Südfrankreich. 1913 heiratete Einbeck seine Frau Daisy, die er in Menton kennengelernt hatte, in Luzern. Dort wurde das Paar vom Ausbruch des Ersten Weltkriegs überrascht. Das Ehepaar bezog eine Wohnung in Luzern. Weil die westpreußischen Gebiete, aus denen Einbeck stammte, durch den Versailler Vertrag der neuen Republik Polen zugeschlagen wurden, erhielt Einbeck 1919 die polnische Staatsangehörigkeit. 1920 reiste das Paar erstmals nach dem Krieg wieder nach Menton. Seitdem verbrachte es die Winter regelmäßig in Südfrankreich und die Sommer in der Schweiz.
Einbeck beschäftigte sich auch mit Musik und Literatur und übersetzte antike griechische Werke ins Deutsche. 1928 inszenierte Otto Bosshard, der Direktor des Luzerner Stadttheaters, eine Freilichtaufführung der "Bakchen" des Euripides. Einbeck lieferte die Übersetzung. 1928 hielt sich Einbeck für mehrere Monate in Paris auf und stellte seine Werke in der Galerie Bernheim-Jeube aus. Basierend auf dieser Ausstellung erschien 1929 die Monografie "Einbeck", die von A. Warnod und E. Worononieckie verfasst wurde.
1934 zeigte das Kunstmuseum Luzern eine große Ausstellung mit Werken Einbecks. Ein Bildband über den Künstler im Verlag Fleury in Paris verzögerte sich 1939 ging wegen des Ausbruchs des Zweiten Weltkriegs nicht in Druck. Einbeck zog sich in Luzern ins Privatleben zurück. Doch bereits 1945 nahm das Ehepaar Einbeck seine Gewohnheit die Wintermonate in Menton zu verbringen, wieder auf. Dort feierte der Künstler 1951 auch seinen 80. Geburtstag. Zur Vorbereitung einer Jubiläumsausstellung in Luzern kehrte das Ehepaar früher als üblich aus Frankreich in die Schweiz zurück. Am Sonntagmorgen, 21. Januar, verstarb Einbeck plötzlich und unerwartet an einem Schlaganfall.

## Fotografien
Einbeck gehörte zu der Gruppe von Amateurfotografen, die der Routine von Berufsfotografen der damaligen Zeit mit neuen Entwicklungsmethoden, Bildsichten und veränderten Bildausschnitten entgegentreten wollten. Er mied herkömmliche Ateliers mit Kulissen als Hintergrund und fotografierte stattdessen insbesondere ländliche Porträts und Landschaften. Der Sammler Ernst Juhl, der sich dem Piktorialismus verschrieben hatte, erwarb eine Reihe seiner Bilder für seine Sammlung. Die Fotos sind im Museum für Kunst und Gewerbe Hamburg sowie in der Berliner Kunstbibliothek zu sehen.
Unter Anleitung der Gebrüder Hofmeister lernte Einbeck in Hamburg die Fotografie kennen und nahm von 1897 bis 1899 an der internationalen Ausstellung von Kunstfotografien in der Hamburger Kunsthalle teil. Von 1897 bis 1903 gehörte er der Gesellschaft zur Förderung der Amateurfotografie an und war ab 1906 ein auswärtiges Mitglied des Vereins.